# كليف لي (لاعب كرة قاعدة)
كليف لي (بالإنجليزية: Cliff Lee)‏ هو لاعب كرة قاعدة أمريكي، ولد في 4 أغسطس 1896 في ليكسنغتون في الولايات المتحدة، وتوفي في 25 أغسطس 1980 في دنفر في الولايات المتحدة.

## وصلات خارجية
- كليف لي على موقعبيزبول رفرنس.كوم (الدوري الرئيسي) (الإنجليزية)
- كليف لي على موقعبيزبول رفرنس.كوم (الدوري الثانوي) (الإنجليزية)